# آرچون
آرچون (انگلیسی: Archon) شرکت سرگرمی آمریکایی است، که در سال ۱۹۸۳ تأسیس شد.